# Murias (Aller)
Murias ist eines von 18 Parroquias in der Gemeinde Aller der autonomen Gemeinschaft Asturien in Spanien.

## Geographie
Murias hat 167 Einwohner (2011) und eine Fläche von 47,59 km². Der Ort liegt auf 625 m.

## Fiesta
- 15. August Stadtfest
- 4. Dezember Fest der Hl. Barbara (Schutzheilige der Bergleute und Artillerie)

## Sehenswürdigkeiten
- Zahlreiche Minen, in denen noch bis vor kurzem abgebaut wurde, Führer vor Ort.

## Ortsteile
- Santibáñez de Murias (Santibanes de Murias) – 78 Einwohner 2011
- Villar – 6 Einwohner 2011
- Murias – 83 Einwohner 2011

(Quelle: INE)